# Зотов, Григорий Федотович
Григо́рий Федо́тович Зо́тов (род. в 1775 г. в Шуралинском заводе (?), точная дата и место смерти не установлены) — уральский мастеровой, заводской управляющий, организатор горного дела, основатель города Карабаш, основоположник каслинского художественного литья. Происходил из рода крепостных приказчиков и дослужился до управляющего Верх-Исетским горнозаводским округом. Управленческий талант Зотова способствовал высоким прибылям, и в качестве благодарности ему была дарована вольная.
Зотов покровительствовал староверам, не терпел пьянства и воровства, жёстко наказывал своих подчинённых за провинности. Став управляющим Кыштымскими заводами, он установил суровые порядки, которые включали использование труда женщин и детей, самосуд над работниками, телесные истязания. Слухи о крутом нраве Зотова, а также ужесточение политики в отношении раскола после восшествия на престол Николая I заставили пристальнее обратить внимание властей на уральского управляющего. Была организована следственная комиссия, которая обнаружила на дне заводского пруда тела замученных. Зотов, которого народ после громкого судебного процесса прозвал Кыштымским зверем, был сослан в финский город Кёксгольм, однако в 1841 году получил царское помилование.

## Происхождение
Пётр Зотович Зотов (около 1704 — около 1773) — дед Григория Зотова — был тульским крепостным служителем. В 20-х — начале 30-х годов XVIII века заводской промышленник Акинфий Демидов переселил Петра Зотова на Невьянский завод, построенный на Урале по указу Петра I. Как следует из ревизской сказки 1782 года, Пётр Зотов оставил после себя пятерых сыновей, двух дочерей и 11 внуков. Старший сын Федот (около 1732 — после 1802) служил приказчиком. Федот Петрович состоял в браке с Татьяной Митрофановной Медовщиковой, дочерью заводского приказчика, а одним из его сыновей был Григорий. Других детей в семье Зотовых звали Поликарп, Савва, Ульяна, Марья и Ефимия.
Федот Зотов служил на Невьянском заводе, владельцем которого являлся родоначальник известной фамилии заводчиков Савва Яковлев. После смерти последнего в 1784 году последовало несколько разделов имущества среди его наследников, в результате которых семья Федота Зотова была закреплена за шуралинской частью заводского хозяйства Яковлевых на Урале. Таким образом, Зотовы попали на Уткинский завод, где занялись производством кричного железа.
В молодости Григорий Зотов некоторое время служил поверенным в Перми. В 1796 году он занимался делами, связанными с возведением дома для заводовладельцев в столице губернии и контролировал поставки железа с заводов для строительства этого здания. Сам Зотов упоминал, что родился он и вырос на заводе, изучал практически горное дело и на заре своей карьеры работал кричным мастером.
Сын Поликарпа Федотовича Тит тоже со временем стал приказчиком и знаменитым золотопромышленником.

## Управление заводами

### Верх-Исетский завод
В 1798 году сын Саввы Яковлева, Иван, для повышения управляемости своих заводов выхлопотал указ Берг-коллегии, который утвердил Главное Верх-Исетское заводское правление. Главой правления с первых же дней был назначен Григорий Зотов. На заводах Зотов вёл дела по доверенностям, выданным ему заводовладельцем. К примеру, в 1801 году он получил по доверенности право от Алексея Яковлева, позволившее ему высылать в сибирские рудники провинившихся работников.
За время зотовского правления Верх-Исетский завод сильно преобразился. Вместо деревянных сооружений были отстроены здания из камня, а в заводских цехах установлено новое оборудование. Была запущена механическая фабрика по производству паровых машин. В результате был обеспечен рост производства и налажен выпуск новых видов продукции. Особо можно отметить фирменное листовое кровельное железо, которое даже без покраски по сто лет на крыше стояло. Под маркой «А. Я. Сибирь» и клеймом соболя уральское железо завоевало популярность на рынках Западной Европы и Америки, и даже использовалось в кровле здания британского парламента. Экспорт «яковлевской» продукции в одну только Америку составлял не менее 300 тыс. пудов. После московского пожара 1812 года крыши зданий восстанавливаемого города покрывались железом Верх-Исетского завода. Доходы при Зотове достигли 3 млн рублей в год.
Григорию Зотову приписывались несколько нововведений и усовершенствований, внедрённых на Верх-Исетском заводе. 19 июля 1811 года в Комитете министров была зачитана записка:
Управляющий чугуноплавильными заводами помещика Яковлева Зотов изобрёл такую машину, посредством коей артиллерийские снаряды получают полировку и самую гладкую округлость с наибольшею удобностию. Артиллерийская экспедиция, приняв с особенным одобрением образцы приготовляемых посредством сей машины снарядов, испрашивает изобретателю оной приличного награждения. Военный министр находит одобрение сие тем более заслуживающим всякого уважения, что изобретение сие есть совершенно новое и весьма полезное, ибо доселе чугунные снаряды употреблялись у нас без полировки…
В марте 1812 года подполковник Я. М. Бикбулатов, занимавшийся приёмкой пушечных ядер, доложил об устройстве в Пермское горное правление. Отмечая высокое качество снарядов, поставлявшихся с Верх-Исетского завода, Бикбулатов настаивал на внедрении подобных устройств и на других уральских заводах. Однако выяснилось, что на Кушвинском заводе есть более совершенный механизм для полировки ядер, к тому же изобретённый и внедрённый раньше зотовского. Существует версия, что Зотов подсмотрел полировальное устройство на другом заводе, но исполнить в первоначальном виде не сумел. По итогам проверки Зотов не был признан изобретателем полировальных машин, но, учитывая проявленное рвение и сохранявшуюся потребность в полировальных устройствах, ему присудили медаль с надписью «За усердие». Опыт использования установленных на заводах устройств, подобных верх-исетским, продемонстрировал их неэффективность. В условиях начавшейся войны высокий процент брака стоил значительных потерь времени при выполнении заказа и поставил заводы перед необходимостью замены зотовских полировальных машин.
В 1815 году по инициативе Зотова начали рыть канал, который должен был соединить Решётку (приток Исети), с рекой Чусовой. Планировалось, что часть вод Чусовой будет перебрасываться в Верх-Исетский пруд и использоваться для привода заводских механизмов. Осуществление замысла позволило бы впервые проложить водный путь между Волгой и Обью, однако, после того как был вырыт канал длиной 2 версты, работы были остановлены по распоряжению путейского начальства, опасавшегося обмеления Чусовой. Недостроенный канал остался существовать под названием «Зотовская канава».

### Кыштымские и Каслинский заводы
В 1809 году двенадцатилетний сын Григория Зотова Александр был отпущен вечно на волю за заслуги своего отца перед владельцем Верх-Исетскими заводами. Этот факт впоследствии позволил состояться браку между Александром Зотовым и Екатериной Львовной Расторгуевой, дочерью богатого купца и заводовладельца Льва Ивановича Расторгуева. Союзу двух семей способствовала общая вера. Отец невесты, как и Григорий Зотов, принадлежал расколу, и был одним из лидеров местной старообрядческой общины. Расторгуев скупал уральские заводы, в том числе Кыштымские и Каслинский, пока в его руках не оказался целый заводской округ. В 1823 году, после смерти Расторгуева, заводы перешли по наследству его жене Анне Федотовне и дочерям: Екатерине Зотовой (снохе Григория Зотова) и Марии Харитоновой. Наследницы поспешили передать управление опытнейшему и искуснейшему в заводских делах Григорию Зотову. Предвидя такой поворот событий, Зотов упросил Алексея Яковлева дать ему увольнение от заводской принадлежности. Владелец Верх-Исетскими заводами не сразу согласился отпустить своего управляющего, но был вынужден это сделать, отдавая должное вкладу Зотова в благоденствие его предприятий.
Формально с 1 апреля 1823 года заводами по общей доверенности управляли мужья наследниц Расторгуева: Александр Зотов и Пётр Яковлевич Харитонов — будущий глава Екатеринбурга. Кроме того, в результате волнений кыштымских рабочих, начавшихся незадолго до смерти Л. И. Расторгуева, на заводах было введено казённое правление и назначен горный чиновник — берггауптман Тетюев. Тем не менее, Григорий Зотов, не имея никакой должности, фактически единолично управлял делами. В 1825 году в результате личного ходатайствования Зотова перед императором Высочайшим повелением заводы были возвращены в частное владение.
Расторгуевские заводы достались Зотову не в лучшем состоянии. Голодные годы, невыплата жалований, самодурство приказчиков привели к самому крупному в XIX веке на Урале восстанию рабочих и прикреплённых к заводам крестьян, которых пришлось усмирять военной командой из трёх тысяч солдат. В то же время Кыштымский горный округ, как и весь Урал в целом, испытывал расцвет в связи с подъёмом золотодобывающего промысла. Повсюду находили новые месторождения, которые приносили своим владельцам огромные доходы. В 1822 году в пойме реки Сак-Елга, где были открыты золотоносные россыпи, Григорий Зотов основал выселок, названный Соймоновским прииском. Позднее поселение выросло в крупнейший центр производства меди — город Карабаш.
На Соймоновский прииск были пригнаны около тысячи крепостных, в большинстве своём — женщины и подростки, из села Рождественского (Тютняры), Кыштымских и Каслинского заводов. Золотодобыча велась в тяжёлых условиях, артелями в две смены по 12 часов. Люди жили в тесных казармах и землянках, скудный рацион составляло лишь небольшое количество хлеба. За невыполнение плана провинившихся били палками и пороли хлыстом. В 1826 году на прииске произошли волнения, получившие известность как «девичий бунт», которые распространились на Кыштымские заводы. Эти волнения стали одной из причин внимания к Зотову со стороны властей.
Доходы от золотых приисков и управленческий опыт Зотова с течением времени привели заводы в порядок. Замена соснового угля на березовый позволило сократить расход топлива, увеличить выпуск продукции, выросло качество выплавляемого железа и чугуна. Улучшение ситуации на заводах, а также решающая роль в этом Зотова были отмечены в одном из выпусков «Горного журнала» в 1832 году:
Плавильное производство заводов Кыштымских (Каслинский в том числе) можно поставить в пример всем прочим заводам империи. Полезно знать… какими средствами доведена на сих заводах плавка до такого совершенства, что на каждый пуд угля проплавляется два пуда руды и выплавляется более пуда чугуна… Не оспаривая, что введение березового угля содействует к выгодной плавке Кыштымских заводов, должно приписать улучшение оной одному и тому же лицу [Г. Ф. Зотову], которое, доведя заводы А. И. Яковлева (Верх-Исетские) до настоящей степени совершенства, преобразовало столь выгодно заводы наследниц Расторгуева. Плавильное дело сих последних заводов, будучи прежде гораздо ниже первых, имеет ныне большое преимущество перед оными.
«Горным журналом» оспаривался тот факт, что улучшение производства на Кыштымских и Каслинском заводах стало лишь следствием суровых порядков, воцарившихся при Зотове.
В зотовский период на Кыштымских и Каслинском заводах появились новые корпуса, построены запасные плотины; на Каслинском заводе — заводская контора, господский дом и заводской госпиталь. Каслинское производство кроме выплавки чугуна и выделки нескольких сортов железа включало в себя отливку тяжеловесных припасов и чугунной посуды. С именем Григория Зотова связано зарождение каслинского художественного литья. В 1820 году во время поездки в Пруссию Зотов побывал в немецких литейных мастерских. Привезённые им отливки в качестве образцов, наряду с наработками бронзолитейной мастерской Верх-Исетского завода, положили начало новому художественному промыслу.

## Приём у императора
Осенью 1824 года Александр I находился в поездке по Уралу и 25 сентября прибыл в Екатеринбург, остановившись в доме П. Я. Харитонова. Свиту Александра, в том числе лейб-медиков Я. В. Виллие и Д. К. Тарасова, принимал в своём доме Григорий Зотов. На следующий день монарх посетил Верх-Исетский завод, который, особенно на фоне других уральских заводов, произвёл на него благоприятное впечатление — и тем, как было организовано дело, и внешним видом заводского комплекса. Осмотрев заводской госпиталь, Александр заметил: «Всё здесь отлично устроено, и мне остаётся сожалеть, что я не могу содержать так больных моих солдат». Когда император спросил, кому завод обязан своим примерным состоянием, екатеринбургский полицеймейстер ответил, что делами тут более 20 лет заправлял бывший заводской мастер Григорий Зотов. Узнав, что последний находится в Екатеринбурге, Александр повелел барону Дибичу его пригласить.
27 сентября Зотов был представлен императору, затем между ними состоялась полуторачасовая беседа. Её содержание известно благодаря Тарасову, который записал подробности встречи со слов Зотова. В беседе Зотов предстал перед императором опытным организатором горного дела, автором новых усовершенствований и полезных открытий. В частности, он рассказал о найденном им богатом золотоносном месторождении, об организации им же добычи драгоценного металла, а также об устроенном им механизме, с помощью которого добыча велась с большим облегчением для рабочих. В ходе разговора Александр интересовался у Зотова о причинах процветания частных промышленных предприятий, к коим относился Верх-Исетский завод, и о том, как поднять до их уровня заводы казённые. Отвечая на расспросы монарха, Зотов подтвердил свою принадлежность к расколу:
| Не смею скрывать перед вашим величеством, что я старообрядец, но в нашем обряде нет ничего вредного, а тем менее противного православной церкви. К нам перешло это от отцов наших. Из усердия к церкви, мы построили для служения каменный храм, отделали и украсили его; но нам не позволяет епархиальное начальство поставить святые кресты на главы этого храма. |

В ответ Александр пообещал разрешить установку крестов на храм. Помимо этого, следуя просьбе Зотова, император повелел вернуть на расторгуевские заводы 90 рабочих, сосланных в Сибирь за участие в бунте. В ходе беседы Александр настолько был впечатлён Зотовым, что повелел ему изложить в письменном виде и отправить в Петербург своё мнение насчёт возможных способов совершенствования горнозаводского хозяйства на Урале. Кроме того, Зотову было предложено слать донесения вообще обо всём, что касалось горного дела, если тот сочтёт это нужным и полезным, лично императору.
На следующий день, во время обеда, на котором присутствовал главный горный чиновник на Урале полковник Осипов, Александр спросил, почему тот не представил ему настолько известного и сведущего в горном промысле Зотова. Осипов, который судя по всему не очень ладил с Зотовым, ответил, что тот не относится к числу местных граждан. На это Александр заметил:
Очень жаль, что здешнее горное начальство доселе не обратило внимания на столь опытного в горном деле и столь полезного человека. В продолжение одного часа я узнал от этого Зотова гораздо более о положении здешнего горного производства, нежели во всё моё путешествие по Уралу. Довольно видеть Верх-Исетский завод, чтоб вполне оценить опытность Зотова, если справедливо, что всё устройство этого лучшего здесь завода произвёл один Зотов, двадцать лет управлявший оным.
Александр упомянул о Зотове в своём послании императрице: «Первый раз в жизни встретил мужика с таким светлым умом и опытностью во всех отраслях горного искусства».

## Следствие
К положению на Кыштымских заводах власти начали присматриваться ещё при Расторгуеве, после произошедшего там бунта рабочих. Слухи об участии Зотова в притеснении заводских людей, а также сокрытии части добываемого золота совпали по времени с гонениями на раскольников, начавшимися в царствование Николая I. В уральских старообрядческих общинах новый император видел очаги неповиновения самодержавной власти, которые необходимо было искоренить.
Несмотря на то, что на заводах был введён государственный надзор, а из Петербурга несколько раз приезжали следователи, Зотову удавалось избегать серьёзных последствий для себя до тех пор, пока заняться уральскими заводами не поручили флигель-адъютанту царя графу А. Г. Строганову. По его приказу был слит заводской пруд, на дне которого были обнаружены человеческие останки. Зотов был заключён под домашний арест, деловые бумаги опечатаны и подвергнуты подробному изучению. Свидетелей опрашивал лично Строганов. В обвинительном акте от 1827 года, представленном графом министру финансов Е. Ф. Канкрину, утверждалось, что Зотов, не имевший законной доверенности на управление Кыштымскими заводами, продолжал вслед за Расторгуевым угнетение рабочего люда. При этом Зотов, пользуясь слабостью берггауптмана Тетюева, якобы побуждал того к сокрытию истинного положения посредством донесений министру финансов, в которых заявлялось о благополучии кыштымских рабочих. Все попытки подать жалобы, в том числе по случаю прибытия на Урал Александра I, пресекались. Жалобщики подвергались телесному наказанию и многомесячному содержанию в кандалах, принуждались к отказу от своих претензий. Один из жалобщиков по фамилии Сидельников был найден мёртвым в лесу, двое других были застрелены якобы по приказу Зотова, а с помощью ложного следствия удавалось скрывать истину.
В своём донесении Строганов отмечал, что Зотов значительно увеличил добычу золота и усовершенствовал выплавку железа, но не заведением новых машин или особенными средствами, а несоразмерным усилением работ, жестокостями и тиранством. Условия, в которых люди существовали на заводах, сравнивались с положением каторжников или негров. Особым местом притеснений был назван Соймоновский прииск, где даже было организовано кладбище для умерших от непосильного труда.
Зотов, находясь под надзором около десятилетия, пытался затянуть организованное против него дело с помощью апелляций, жалоб на здоровье и прочих ухищрений. Часть обвинений против него попали под амнистию или были отвергнуты за недостаточностью улик. Лишь когда делом занялся лично министр внутренних дел, доложивший Николаю I о значительном участии Зотова в общине старообрядцев, император заключил: «Лишив медалей и доброго имени, сослать на жительство в Кёксгольм». В ссылку управляющий отправился вместе с П. Я. Харитоновым, который, вероятно, не участвовал наравне с Зотовым в угнетении людей, но должен был ответить по должности.

## Дальнейшая судьба
Данные о заключительном периоде жизни Григория Зотова в источниках разнятся. Существовала версия, что по приговору Зотов и Харитонов были сосланы в 1837 году в Кёксгольм, где и закончили свою жизнь. Однако в летописи Вознесенской церкви Каслинского завода говорится о том, что Зотов был сослан на Кавказ, откуда поддерживал связь со своим племянником Титом Зотовым и через него управлял общиной староверов. По другой версии, Зотов и Харитонов в 1830-х годах поселились в Санкт-Петербурге, и находились там вплоть до своей смерти (Харитонова — в 1838 году, Зотова — в начале 1840-х). Существует упоминание о похоронах Зотова в Петербурге. Среди других возможных мест ссылки Зотова упоминаются Соловецкие острова. 
Согласно появившемуся в 2022 году исследованию найденной иконы, Григорий Федотович Зотов был освобождён царским распоряжением из ссылки 14 сентября 1841 года. Заказ на написание иконы, изображающей Воздвижение Креста, был исполнен невьянскими иконописцами Богатырёвыми в 1843 году. Икона была посвящена возвращению Зотова, и являлась своего рода его посланием для потомков.

## Личность
По словам екатеринбургского историка-архивиста А. В. Берковича, главным желанием Григория Зотова было избавление от угнетавшего его статуса крепостного. Опираясь на свой талант и личные качества, такие как целеустремлённость, властность и честолюбие, он стремился во что бы то ни стало получить свободу, чтобы встать в один ряд с теми, кому он принадлежал. У получившего вольную Зотова обнаружилась и другая сторона — среди её особенностей Беркович обличает алчность, жестокость и цинизм, проявившиеся в беспощадной эксплуатации людей, работавших на его собственных заводах и промыслах.
Имея множество недоброжелателей, в случае необходимости, Зотов легко располагал к себе людей. Во время пребывания Александра I в Екатеринбурге он произвёл впечатление и на самого императора, и на сопровождавшего монаршую особу Д. К. Тарасова:
Наружность и осанка Григория Зотова, при первом взгляде, обличала в нём светлый натуральный ум, сильный характер и гениальную способность в горном производстве. Орлиные глаза его показывали необыкновенную проницательность; разговор его о делах серьёзных всегда состоял из афоризмов. Высокий рост, атлетическое сложение, окладистая короткая борода, курчавые с проседью на голове волосы и особенное приличие в обращении — невольно возбуждали к нему особенное внимание и уважение… Нельзя не заметить в нём собственного сознания приобретённой им опытности, отличных способностей и особенного такта узнавать людей и направлять всякого к сродному ему делу.

## Семья
Сын Александр Григорьевич был женат на дочери екатеринбургского купца Л. И. Расторгуева. 
Их дочь, Клавдия Александровна, вышла замуж за Владимира Петровича Меллер-Закомельского, родила 
сына Владимира Владимировича Меллер-Закомельского, 
ставшего одним из главных наследников Кыштымских заводов.
Потомки Григория Федотовича продали дом на берегу городского пруда купцу Тарасову.
Дочь Григория Федотовича Пелагея вышла замуж за казанского купца и золотопромышленника Игнатия Петровича Рязанова

Дерево потомков
- Зотов, Григорий Федотович
  - Зотов, Александр Григорьевич  (жена — Расторгуева Екатерина Львовна)
    - Зотов Александр Александрович
      - Зотов Александр Александрович
      - Зотов Николай Александрович
      - Зотов Константин Александрович
      - Екатерина Александровна Зотова

    - Зотова Клавдия Александровна (муж — Владимир Петрович Меллер-Закомельский)
      - Меллер-Закомельский Федор Владимирович
      - Меллер-Закомельский Григорий Владимирович
      - Владимир Владимирович Меллер-Закомельский
        - Меллер-Закомельский, Александр Владимирович

      - Меллер-Закомельская Клавдия Владимировна
      - Романова Екатерина Владимировна
      - Масальская Мария Владимировна

  - Зотова, Пелагея Григорьевна (муж — И. П. Рязанов)

## В художественной литературе
- Е. А. Фёдоров. Кыштымский зверь. — Курган: Красный Курган, 1953. — 200 с. — 25 000 экз.
- П. П. Бажов. Надпись на камне. — Государственное Издательство художественной литературы, 2012. — (Малахитовая шкатулка. Уральские сказы). — ISBN 978-5-457-11040-3.
- С. К. Власова. Герцогиня Акуля // Герцогиня Акуля: сказы и были / А. И. Лазарев. — Челябинск: Юж.-Урал. кн. изд-во, 1966. — 94 с.